# 和歌山県道128号桃山下井阪線
和歌山県道128号桃山下井阪線（わかやまけんどう128ごう ももやましもいさかせん）は、和歌山県紀の川市を通る一般県道である。

## 概要
紀の川市桃山町市場から紀の川市下井阪に至る。
全線にかけて走りやすい道である。さらに、紀の川市の中心部から海南市などの南方向へ行く時の道として利用されている。

### 路線データ
- 起点：和歌山県紀の川市桃山町市場（市場交差点、国道424号交点、和歌山県道130号桃山丸栖線起点）
- 終点：和歌山県紀の川市下井阪（下井阪南交差点、和歌山県道14号和歌山打田線交点、和歌山県道119号中三谷下井阪線終点）
- 実延長：1.976 km

## 路線状況

### 道路施設

#### 橋梁
- 井阪橋（紀の川、紀の川市）

## 地理

### 通過する自治体
- 紀の川市

### 交差する道路
| 交差する道路                                                        | 交差する場所 | 交差する場所          |
| ------------------------------------------------------------------- | ------------ | --------------------- |
| 国道424号 和歌山県道13号和歌山橋本線 重複 和歌山県道130号桃山丸栖線 | 桃山町市場   | 市場交差点 / 起点     |
| 和歌山県道14号和歌山打田線 和歌山県道119号中三谷下井阪線            | 下井阪       | 下井阪南交差点 / 終点 |

### 沿線
- 紀の川